# Chata v Alpách
Chata v Alpách (též hráno pod názvem Na Alpách, ve francouzském originále Le Chalet, dříve psáno též Le Châlet) je komická opera (opéra comique) o jednom jednání francouzského skladatele Adolpha-Charlese Adama na libreto Eugèna Scriba (1791-1861) a Méllesvilla (což byl pseudonym barona Anne-Honoré-Josepha de Duveyriera, 1787-1865) z roku 1834. Poprvé byla uvedena v pařížském Théâtre de l'Opéra-Comique dne 25. září 1834 a byla Adamovým prvním významným úspěchem.

## Vznik díla
Dva z nejvýznamnějších a nejplodnějších francouzských libretistů 1. poloviny 19. století, Scribe a Méllesville, spolupracovali s Adolphem Adamem již na jednom z jeho prvních úspěchů, ztřeštěného vaudevillu Stesk po domově aneb Převoznice z Brientzu roku 1827. Tentokrát libreto adaptovali z Goethova textu k singspielu Jery und Bäteli, který německý básník napsal pro svého přítele Philippa Christopha Kaysera (1779). Prostý a svižný námět byl pro zpěvohru zpracován několikrát, po Adamovi se jej chopili například Gaetano Donizetti (Betly, 1836) a Stanisław Moniuszko (Bettly, 1852). Adam při skládání využil několik nápěvů ze své starší kantáty Ariane à Naxos (1825).
Pro Adama byla Chata v Alpách deváté dílo uvedené na jeviště Opéra-Comique a jeho první skutečně velký úspěch. Ve Francii se stala jednoznačně jeho nejpopulárnějším dílem a jen v Opéra-Comique byla uvedena více než 1500krát. Pro skromné hudební nároky ji hrála mnohá malá i amatérská divadla. Rozšířila se rychle i do dalších zemí (hrála se ještě v roce premiéry v Bruselu, roku 1835 v Petrohradě, o rok později v Kodani a New Yorku atd. V zahraničí však její popularitu později překonal pozdější Postilion z Lonjumeau. V českých zemích – kde bylo několik pozdějších Adamových oper uvedeno brzy po své premiéře v německém překladu – však premiéra proběhla s překvapivým zpožděním. Až 25. ledna 1871 ji poprvé uvedlo Prozatímní divadlo v Praze v českém překladu Emanuela Züngela (pod názvem Na Alpách). Po 1. světové válce byla uváděna jen zřídka, nejčastěji v menších francouzských divadlech.
Opera Chata v Alpách má předehru a 12 zpěvních čísel proložených mluvenými dialogy v 18 scénách.

## Osoby a první obsazení
| osoba                           | hlasový obor | premiéra (25.9.1834)           |
| ------------------------------- | ------------ | ------------------------------ |
| Daniel, mladý sedlák            | tenor        | Joseph-Antoine-Charles Couderc |
| Max, švýcarský důstojník        | baryton      | M. Ichindi                     |
| Betly, jeho sestra, mladá selka | soprán       | Félicité Pradher               |
| Vojáci, sedláci a selky         |              |                                |

## Děj opery

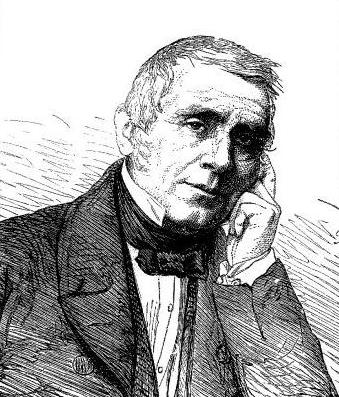
Libretista Eugène Scribe

Děj opery se odehrává ve vesnici ve švýcarském kantonu Appenzell v době napoleonských válek. Sedláci a selky přinášejí mléko proslulých švýcarských dojnic (sbor Déja dans la plaine). Objevuje se Daniel, "nejpohlednější chlapec Appenzellu", avšak ducha spíše prostého. Vesničané mu žertem poslali padělaný dopis krásné Betly, ve kterém mu slibuje, že se ještě dnes stane jeho ženou. Daniel je blažen (árie Elle est à moi! ... c'est ma compagne! - O bonheur extrême!), k obveselení svých krajanů, kteří se k jeho árii přidávají do ansámblu.
Přichází nic netušící Betly. Daniel jí ihned vypráví, jak jsou přípravy na svatbu v plném proudu: býk a dvě ovce zabity, kachny zardoušeny, hudba pozvána, svatební smlouva sepsána… Betly situaci rázně odmítá: na vdávání nemá ani pomyšlení (kuplety Dans ce modeste et simple asile). Daniel je zdrcen. Po Betlině odchodu vidí přicházet švýcarské vojsko a rozhoduje se přidat k němu a rodnou ves opustit.
Vojsko však šťastnou náhodou vede Betlin bratr Max, který rodinu opustil před patnácti lety. Vítá svou vlast árií Arrêtons-nous un peu! - Vallons de l'Helvétie (nejslavnějším hudebním kusem opery). Poté se dá do řeči s Danielem (toho znal dosud jen podle jména, byť jej v dopisech sestře doporučoval jako ženicha), avšak nedá se mu poznat, zato ale vymyslí léčku, jak Betly přesvědčit. Rozhodne se vynutit si ubytování pro svůj oddíl právě v Betlině chalupě – a své kompanii přitom přikáže, aby se výjimečně chovali neukázněně. Betly (která bratra nepoznala) je vojskem a jím páchanými škodami vyděšena (ansámbl Par cet étroit sentier qui conduit au village - Du vin! du rum! du rack! s Maxovými kuplety Dans le service de l'Autriche).
Daniel se přichází s Betly srdceryvně rozloučit. Odevzdává jí svůj testament v její prospěch: dá se nyní k vojsku a bohdá brzy padne. Betly je polichocena, ale především nechce zůstat s vojáky přes noc sama, proto prosí Daniela, aby u ní zůstal (duet Prêt à quitter ceux que l'on aime), a ten se nechá obměkčit. Max přichází znovu: Betly je povinna prokázat ubytovanému vojsku veškerou příchylnost… Daniel ji hodlá bránit, Max se ale ptá, jakým právem: příbuzný není, manžel také ne – tedy snad milenec? V tom případě je jediným východiskem souboj (duet Daniela a Maxe Il faut me céder ta maîtresse). Daniel má sice strach a malou naději, ale vzmuží se: tak tedy duel. S dojatou Betly se loučí romancí Adieu, vous que j'ai tant chérie!.
Závěrečné trio, ansámbl a finále: Max přichází vyzvednou Daniela k souboji. Betly ale Daniela zuřivě brání: byl by zločin zabít tak hodného a čestného člověka. Komu by ale chyběl?, ptá se Max. Kdyby byl ženat, to by byla jiná… Betly tedy prohlásí, že Daniel přece je ženat, a to s ní (a jen s vypětím sil se jí podaří překvapeného Daniela přesvědčit, aby to nepopíral). Max chce ale vidět svatební smlouvu. Betly pro ni běží, a když se vrátí – skutečně, nechybí na ní ani její podpis. Chybí jen podpis Betlina bratra, který je jejím poručníkem. Max jej tady připojí a dává se novomanželům poznat. Sólisté i sbor se radují nad šťastným koncem.

## Nahrávky
Existují prozatím dvě nahrávky Chaty v Alpách:
- 1954, zpívají (Betly:) Nadine Sautereau, (Daniel:) Pierre Gianotti, (Max:) Julien Giovanetti, (Soldat:) Pierre Roi. Orchestre de l'Opéra-Comique diriguje Jules Gressier (UORC 314, 1 LP/CD; MR694; Line AAD/m 1515402)

- 1965, zpívají (Betly:) Denise Boursin, (Daniel:) Joseph Peyron, (Max:) Stanislas Staskiewicz. Orchestre Lyrique de l'O.R.T.F. a Chorale Lyrique de l'O.R.T.F. diriguje Albert Wolff (Musidisc 201942, 1 CD)

Z jednotlivých čísel byla nejvíce nahrávána árie Vallons de l'Helvétie (Pol Plançon, Hector Dufranne, Louis-Nicolas Mourturier, Max Spicker, Édouard Cotreuil, Marcel Journet…).